# Mono (álbum)
Mono es el primer álbum de estudio de la banda australiana de metalcore Alpha Wolf. Fue lanzado el 14 de julio de 2017 a través de Greyscale Records. El primer sencillo, «#104», se lanzó el 13 de marzo de 2017, seguido de otro sencillo, «Golden Fate; Gut Ache», que se lanzó el 30 de mayo de 2017, junto con la reserva del álbum. El álbum debutó en el puesto n.º 29 de la lista de ARIA Albums Chart en su primera semana de lanzamiento.
Es el único álbum que cuenta con la participación del ex-vocalista Aidan Ellaz antes de su salida de la banda en febrero de 2018, tras acusaciones de agresión sexual. También es el último lanzamiento que cuenta con la participación de Jackson Arnold, miembro fundador, en la batería.

## Lista de canciones
| N.º | Título                               | Duración |  |
| 1.  | «Ward of the State»                  | 2:04     |  |
| 2.  | «No. 2»                              | 3:31     |  |
| 3.  | «Golden Fate; Water Break»           | 3:40     |  |
| 4.  | «Shinobi Naku»                       | 1:49     |  |
| 5.  | «#104»                               | 3:16     |  |
| 6.  | «Promise Stays» (con Alana Sibbison) | 3:00     |  |
| 7.  | «Mono»                               | 2:33     |  |
| 8.  | «Failvre»                            | 3:28     |  |
| 9.  | «Golden Fate; Gut Ache»              | 3:15     |  |
| 10. | «My Untold Memoir»                   | 2:03     |  |
| 11. | «Epiphobia»                          | 2:12     |  |
| 12. | «Devon St»                           | 3:21     |  |

## Posicionamiento en lista
| Lista (2017)     | Posición |
| ---------------- | -------- |
| Australia (ARIA) | 29       |

## Personal
Alpha Wolf
- Aidan Ellaz – voz principal
- John Arnold – voz y bajo
- Sabian Lynch – guitarras
- Scottie Simpson – guitarras
- Jackson Arnold – batería

Músicos adicionales
- Alana Sibbison: voz (pista 6).
- Debennie Randall: Voces habladas en las pistas 3 y 9.